# Cyclothone pseudopallida
Cyclothone pseudopallida és una espècie de peix catalogat a la família dels gonostomàtids inofensiu per als humans.
És un peix marí, mesopelàgic i batipelàgic que viu a 0-4.938 m de fondària (normalment, a 300-1.400) i entre les latituds 61°N-68°S. Hom creu que no fa migracions verticals. Es troba a les aigües tropicals i temperades de l'Atlàntic, l'Índic i el Pacífic; l'Antàrtic; el Pacífic oriental (la regió del corrent de Califòrnia) i el mar de la Xina Meridional. El mascle pot arribar a fer 4,6 cm de llargària màxima i la femella 5,8. 12-15 radis tous a l'aleta dorsal i 17-21 a l'anal. 29-34 vèrtebres. És de color marró clar o fosc.
És ovípar amb larves i ous planctònics.